# Josef Vaněk (zahradní architekt)
Josef Vaněk (6. února 1886 Bukovina u Hradce Králové – 9. září 1968 Chrudim) byl zahradní architekt, podnikatel a průkopník a propagátor zahradnictví. Vlastnil rozsáhlý zahradnický podnik v Chrudimi, svého druhu jediný v celé republice, jehož nejprestižnější součástí byla Kancelář pro zakládání a realizaci zahrad a veřejných parků.

## Biografie
Josef Vaněk se narodil v Bukovině u Hradce Králové 6. února 1886 v rodině malého zemědělce. Vyučil se zahradníkem v Ratibořicích u vedoucího zahradníka, polského Němce Kolaczeka. V roce 1903 vystudoval Pomologický ústav v Tróji a následně studoval v Reutlingenu v Bádensku-Württembersku a na pruské státní zahradnické škole v Proskavě. Zpět do své vlasti se vrátil roku 1908.
Roku 1909 převzal Vaněk redakci časopisu Zahrada domácí a školní a o rok později ho začal vydávat pod názvem Zahrada, pod kterým vycházel ještě dalších 36 let. Od roku 1914 vydával také týdeník První československá zahradnická bursa a od roku 1930 Mladý zahradník. Založil rovněž v Chrudimi vlastní Nakladatelství zahradnické literatury, kde většina těchto knih pocházela z pera jeho přátel a kolegů. Jménem svým a svého podniku publikoval také knihy sepsané jeho předními zaměstnanci (mj. série Lidová pomologie od vrchního zahradníka F. Zemana či Zahradní architektura od vrchního projektanta J. Vávry.). Sám Vaněk během let sesbíral rozsáhlou knihovnu o tisících svazků.
Roku 1911 založil v Chrudimi soukromý podnik, jehož páteří se staly rozsáhlé školky s převážně ovocnými dřevinami. Součástí podniku byly taktéž rozměrné skleníky a sady. Proslulým se stalo jeho oddělení pro projektování zahrad, mezi jejichž díla patří například Barrandovské terasy v Praze.
Podnik velmi prosperoval a Vaněk neustále přijímal návštěvy i z ciziny, pořádal různé srazy a hostil odborné přednášky. Založil také mnoho spolků, např. Společnost československých pěstitelů a milovníků růží nebo Společnost přátel zahrady. Také založil několik dobročinných, např. Dobročinný fond československých zahradníků pro zestárlé a práce neschopné zahradníky nebo Zahradnickou pojišťovnu proti krupobití a vichřici.
Druhou světovou válku podnik přežil, avšak během let 1948-1950 byl znárodněn a jeho správou byl pověřen tehdejší vrchní zahradník Fr. Zeman. Ten až do své smrti roku 1964 podnik vedl a částečně udržel jeho bývalou prestiž, avšak posléze začal podnik upadat a po roce 1989 byl skromný zbytek původního podniku v restitucích vrácen synům Vlastimilovi a Květoslavovi a do roku 2013 fungoval v Chrudimi na svém tradičním místě u Čáslavské ulice jako Školky a výsadby Vaněk, s.r.o., IČO 27512118). 
I po ztrátě svého podniku, nakladatelství a knihovny Josef Vaněk nadále pokračoval v přednášení a besídkách se zemědělci po všech koutech republiky a zůstal uznávanou kapacitou svého oboru až do své smrti 9. září 1968 v Chrudimi. Pohřben byl v rodinné hrobce na zdejším evangelickém hřbitově.